# District d'Altay
Pour les articles homonymes, voir Altaï (homonymie).
Le district d'Altay (en kazakh latin Altaý awdanı, kazakh cyrillique Алтай ауданы, kazakh arabe التاي اۋدانى), anciennement district de Zyrian (en kazakh : Зырян ауданы) est un district du Kazakhstan-Oriental, situé à l’est du Kazakhstan.

## Géographie
Le centre administratif du district est la ville de Altay.

## Démographie
Le recensement de 2010 montre une population de 41 409 habitants, en régression par rapport à celle de 1999 (49 833 habitants).

La population se répartissait en 2010, entre Russes (77 %), Kazakhs (19 %), Allemands (1 %), Ukrainiens (1 %), Tatars (0,6 %), Biélorusses (0,4 %) et divers (1 %).